# جعفر أباد (ريغستان)
جعفر أباد (بالفارسية: جعفرآباد) هي منطقة سكنية تقع في إيران في أصفهان. يقدر عدد سكانها بـ 50 نسمة .